# Joseph Harker
Joseph Harker, nome completo Joseph Cunningham Harker (Londra, 17 ottobre 1855 – Londra, 1927), è stato uno scenografo, attore e pittore britannico.

## Biografia
Harker nacque da Maria O'Connor e da William Pierpont Harker, una famiglia teatrale irlandese che all'epoca si esibiva al Theatre Royal di Manchester.
Harker ha interpretato parti di bambini tra cui Fleance in Macbeth, prima di diventare apprendista del mestiere di paesaggista sotto la giuda di suo zio. Successivamente Harker è diventato un pittore di scena per un certo numero di importanti teatri inglesi.
Sebbene fosse meglio conosciuto per il suo lavoro per il Lyceum insieme a Hawes Craven e William Telbin (1813-1873), fu anche responsabile della scenografia completa del Parsifal di Richard Wagner a Covent Garden; per A Life of Pleasure si esibì al Theatre Royal in Drury Lane nel settembre 1893 e poi al Princes Theatre, Bristol più tardi nello stesso anno, così come per il musical Chu Chin Chow che durò per cinque anni da record nel West End dal 1916.
Morì all'età di 71 anni il 15 marzo 1927 a Hampstead, Londra, Inghilterra.
Nel 1905, Harker fece costruire uno studio a due piani a pianta aperta secondo le sue specifiche su Queen's Row, una stretta strada fuori Walworth Road a Londra. Lo studio di pittura ha continuato a produrre scenografie per il West End e altri teatri del Regno Unito fino agli anni '90. Fu  poi utilizzato per fornire spazio di lavoro per artisti e scenografi freelance con sede a Londra. Lì si sono creati i celebri fondali di David Hockney per il festival dell'opera di Glyndebourne.
Ha sposato Sarah Elizabeth Hall, (1856-1927). Il loro figlio Gordon Harker, nato nel 1885, divenne un attore di carattere teatrale e cinematografico.
La pronipote di Joseph e Sarah, Polly Adams, era un'attrice, così come due delle loro pronipoti, Susannah Harker e Caroline Harker, diventarono anche loro attrici inglesi.